# Canton de Vélizy-Villacoublay
Le canton de Vélizy-Villacoublay est une ancienne division administrative française, située dans le département des Yvelines et la région Île-de-France.

## Histoire
Canton créé en 1976 (décret du 15 janvier 1976), en divisant le canton de Viroflay.
Il disparait en 2015.

## Composition
Le canton de Vélizy-Villacoublay se confondait avec la commune jusqu'en mars 2015 :
- Vélizy-Villacoublay : 20 342 habitants (chef-lieu de canton)

## Représentation
| Période | Période          | Identité       | Étiquette    | Qualité |
| ------- | ---------------- | -------------- | ------------ | --- |
| 1976    | 1988             | Robert Wagner  | RPR          | Ingénieur Député (1967-1988) Maire de Vélizy-Villacoublay (1953-1988)                                                                                    |
| 1988    | 2005 (démission) | Franck Borotra | RPR puis DVD | Ingénieur Député (1986-1995, 1996 et 1997-2002) Ministre (1995-1997) Président du Conseil Général (1994-2005) Adjoint au Maire de Versailles (1983-1995) |
| 2005    | 2015             | Joël Loison    | UMP          | Directeur commercial retraité Maire de Vélizy-Villacoublay (2004-2014)                                                                                   |

## Élections

### Cantonales20051ertour
Les élections cantonales partielles sont organisées à la suite de la démission de Franck Borotra (DVD), conseiller général.

Résultats complets du 6 novembre
| Inscrits                 | 14 935 |         |
| Votants                  | 4 891  | 32,75 % |
| Exprimés                 | 4 794  | 98,02 % |
| Joël Loison (UMP)        | 2 036  | 42,5 %  |
| Christian Sansonnet (PS) | 834    | 17,4 %  |
| Véronique Michaut (UDF)  | 656    | 13,7 %  |
| Bernard Daubigney (FN)   | 412    | 8,6 %   |
| Sylvia Bailey (DVD)      | 322    | 6,7 %   |
| Annie Coupas (Verts)     | 285    | 5,9 %   |
| Esther Penouilh (PCF)    | 249    | 5,2 %   |

### Cantonales20052etour
Résultats complets du 13 novembre
| Inscrits                 | 14 935 |         |
| Votants                  | 4 720  | 31,60 % |
| Exprimés                 | 4 526  | 95,9 %  |
| Joël Loison (UMP) élu    | 2 913  | 64,4 %  |
| Christian Sansonnet (PS) | 1 613  | 35,6 %  |

## Démographie
| 1982   | 1990   | 1999   | 2006   | 2011   | 2012   |
| ------ | ------ | ------ | ------ | ------ | ------ |
| 22 430 | 20 725 | 20 342 | 20 030 | 20 711 | 21 104 |